# Colchicum hierosolymitanum
Colchicum hierosolymitanum är en tidlöseväxtart som beskrevs av Naomi Feinbrun. Colchicum hierosolymitanum ingår i släktet tidlösor, och familjen tidlöseväxter. Inga underarter finns listade i Catalogue of Life.

## Bildgalleri

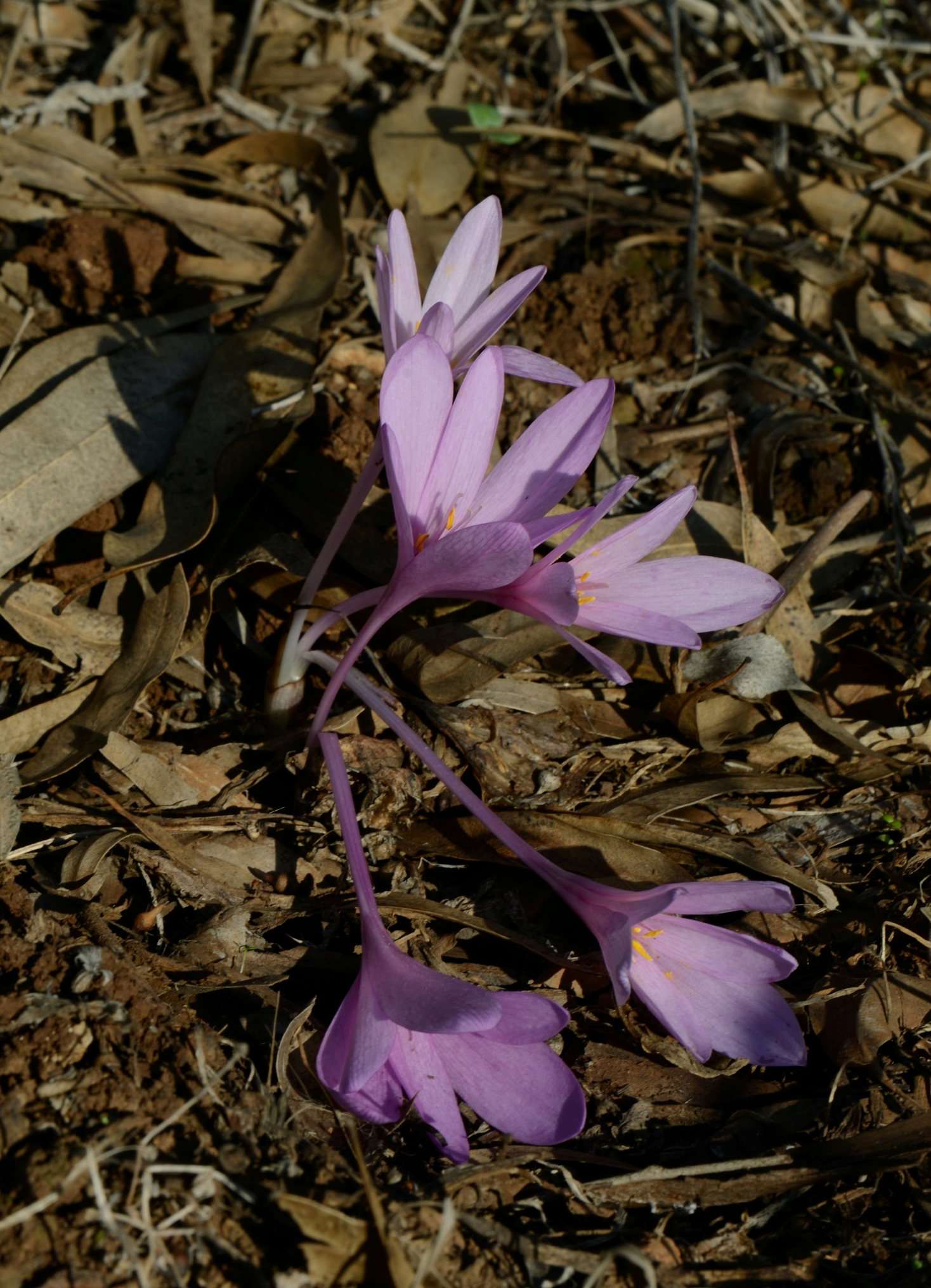
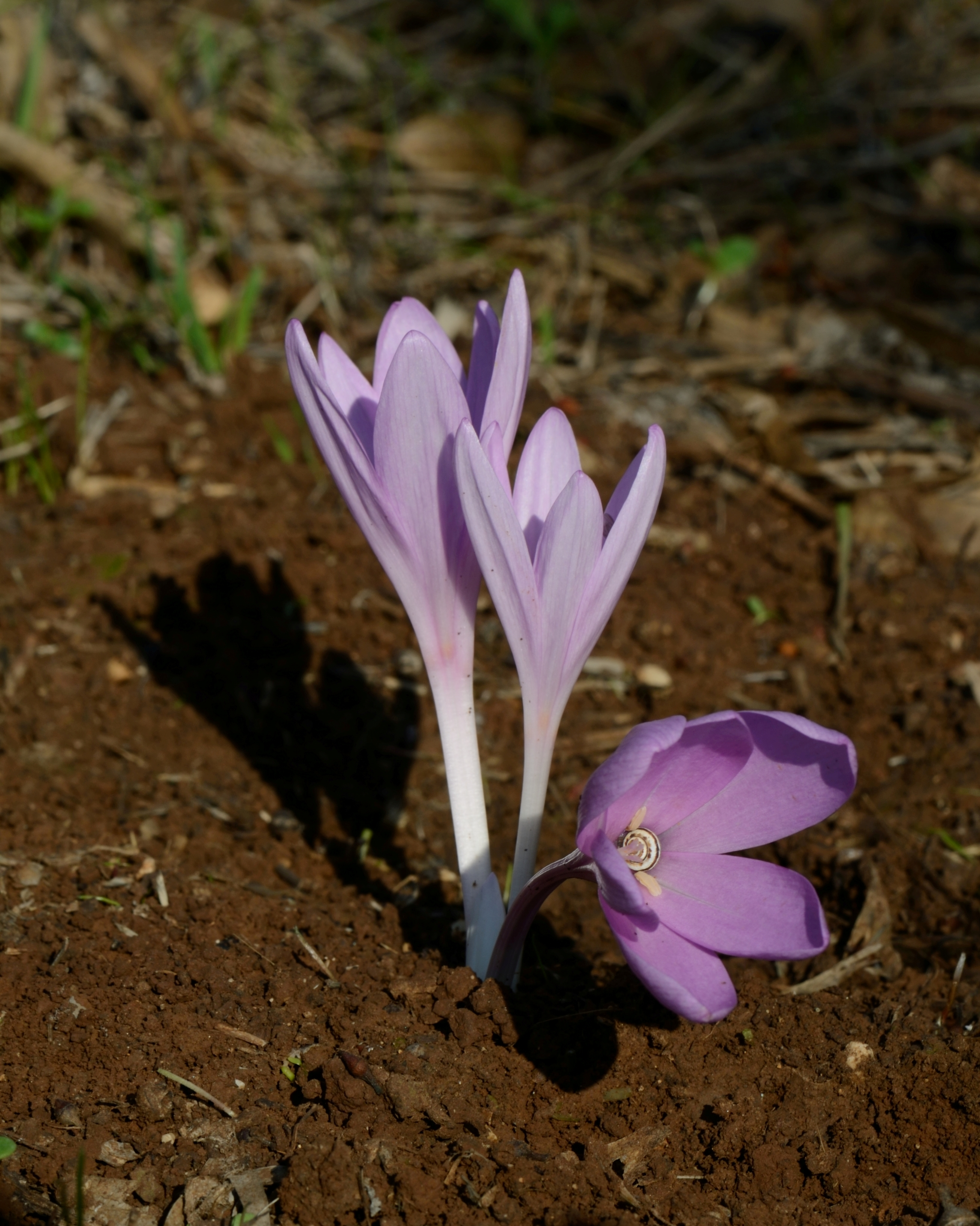
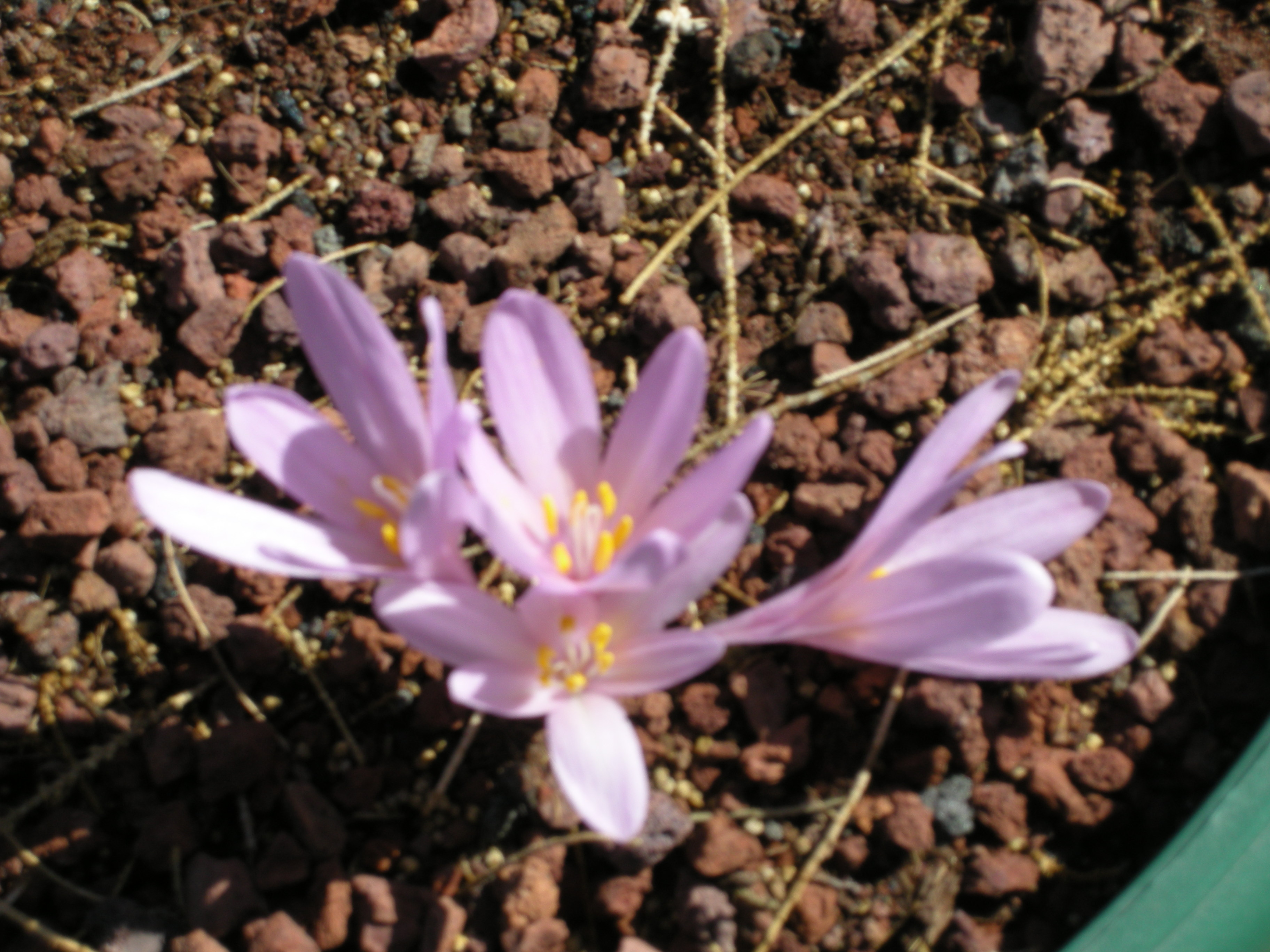